# لي (لاعب كريكت بريطاني)
لي (1785 بإنجلترا في المملكة المتحدة - ) (بالإنجليزية: Lea)‏ هو لاعب كريكت بريطاني. لعب مع نادي مارليبون للكريكت ‏.